# Автошлях E50
E50, Європейський маршрут E50 — європейський автошлях, що бере свій початок у французькому Бресті і закінчується в російській Махачкалі.

## Загальні відомості
В Україні E50 починається на кордоні зі Словаччиною на пропускному пункті Ужгород, Закарпатська область. Далі збігається з міжнародними автошляхами М08 (обхід Ужгорода), М06 (на ділянці Ужгород — Мукачево — Стрий), М30 (на ділянці Стрий — Тернопіль — Кропивницький — Знам'янка — Дніпро — Донецьк — Дебальцеве) і М03 (на ділянці Дебальцеве — Довжанське). Закінчується E50 на пропускному пункті Довжанський, Луганська область і переходить у федеральний автошлях М-19, Росія.

## Маршрут автошляху
Автошлях E50 проходить територією Франції, Німеччини, Чехії, Словаччини, України та Росії через такі міста:
- Франція: Брест — Сен-Бріє — Ренн — Лаваль — Ле-Ман — Шартр — Париж — Реймс — Шалон-ан-Шампань — Мец
- Німеччина:  Саарбрюкен — Кайзерслаутерн — Людвігсгафен — Мангайм — Гайльбронн — Фойхтванген — Нюрнберг — Вайдгаус
- Чехія: Пльзень — Прага — Їглава — Брно
- Словаччина: Тренчин — Жиліна — Пряшів — Кошиці
- Україна: Ужгород — Мукачево — Стрий — Тернопіль — Хмельницький — Вінниця — Умань — Кропивницький — Олександрія — Дніпро — Павлоград — Донецьк — Єнакієве — Дебальцеве — Довжанське
- Росія: Шахти — Ростов-на-Дону — Тихоріцьк — Кропоткін — Армавір — Невинномиськ — Мінеральні Води — Беслан — Назрань — Грозний — Гудермес — Хасавюрт — Махачкала

Загальна довжина маршруту становить близько 5100 км.

## Галерея

Автошлях Е50
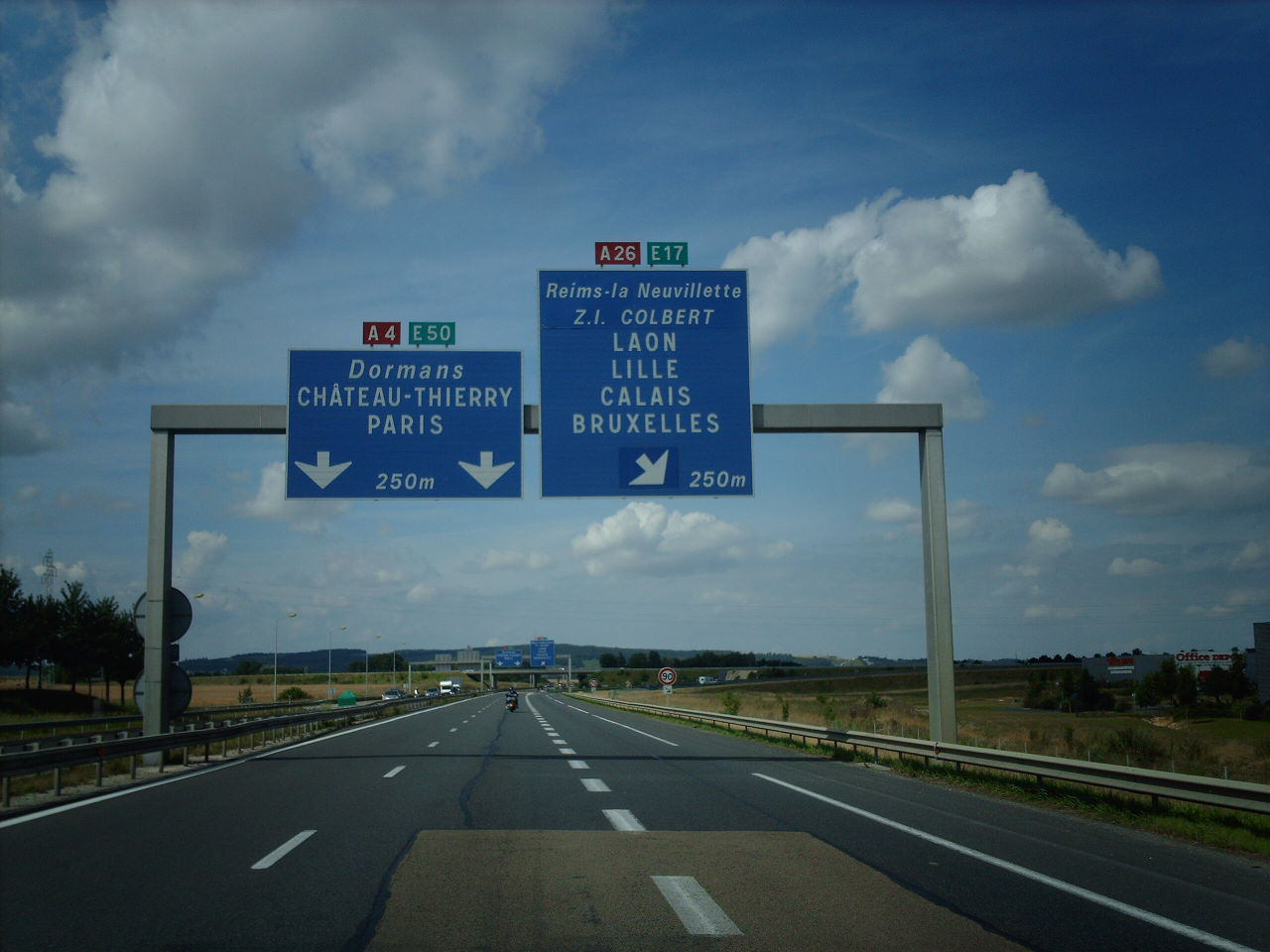
Франція, автострада A4
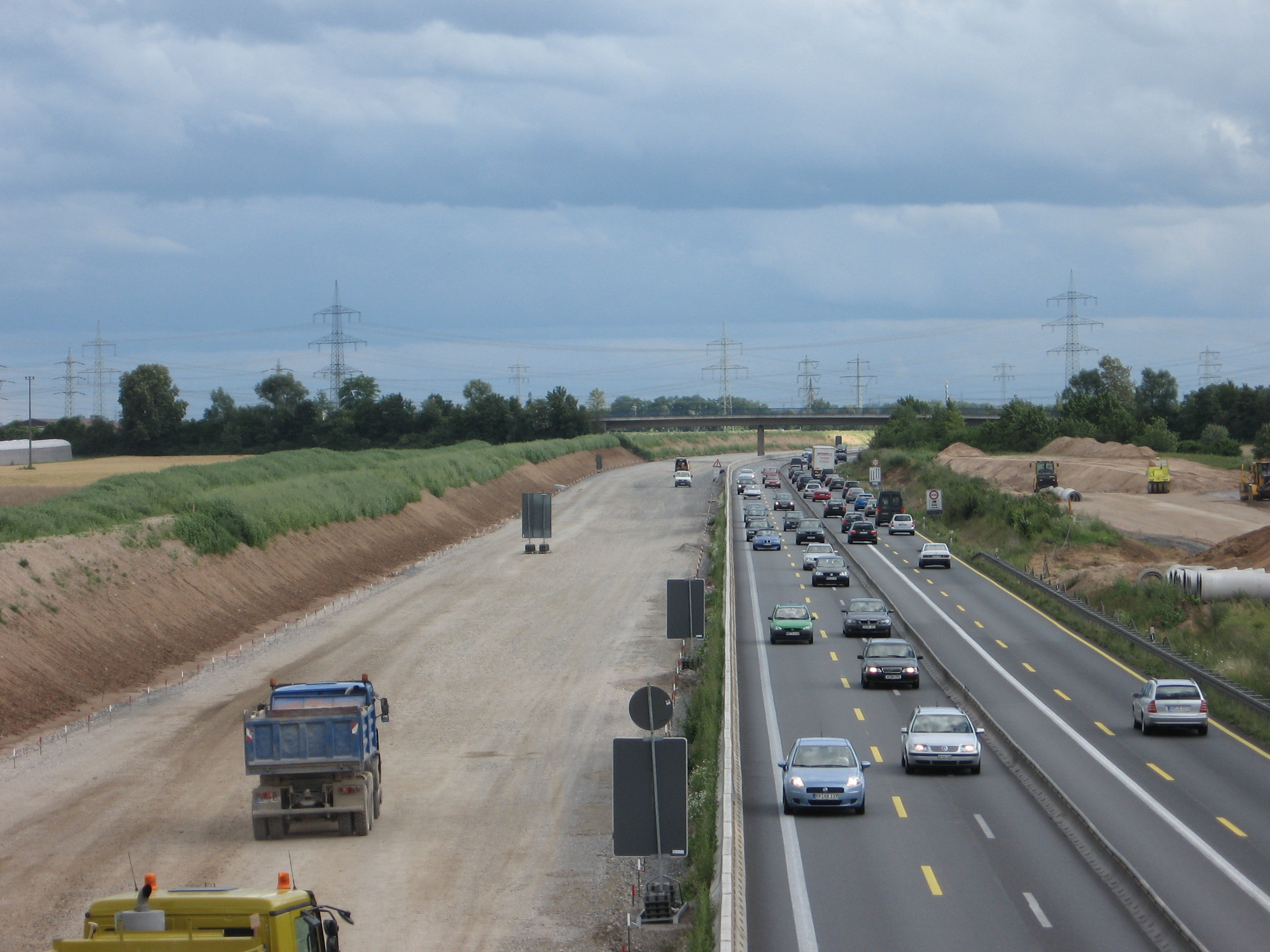
Німеччина, Bundesautobahn 6
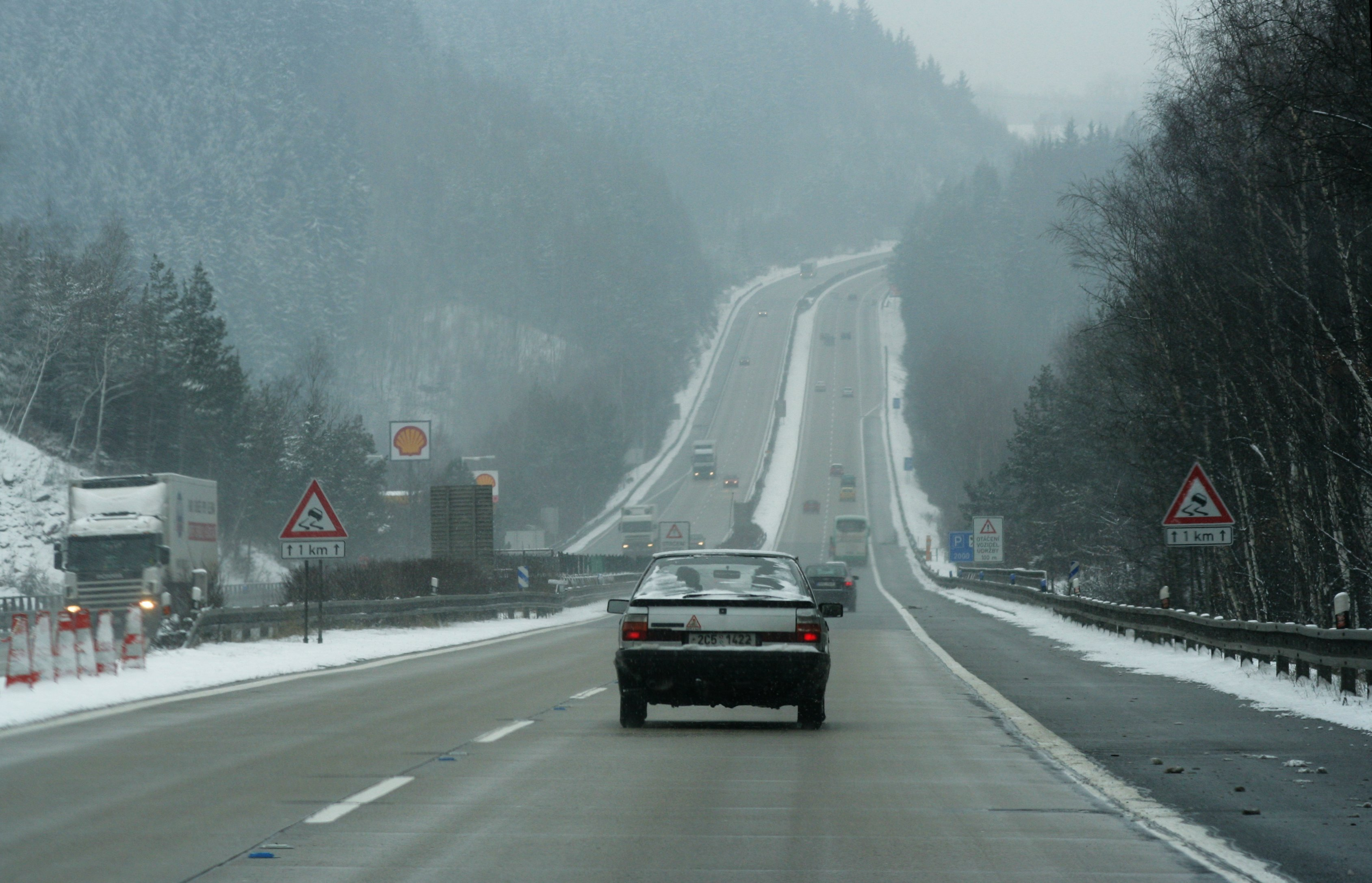
Чехія, автомагістраль D1
Словаччина
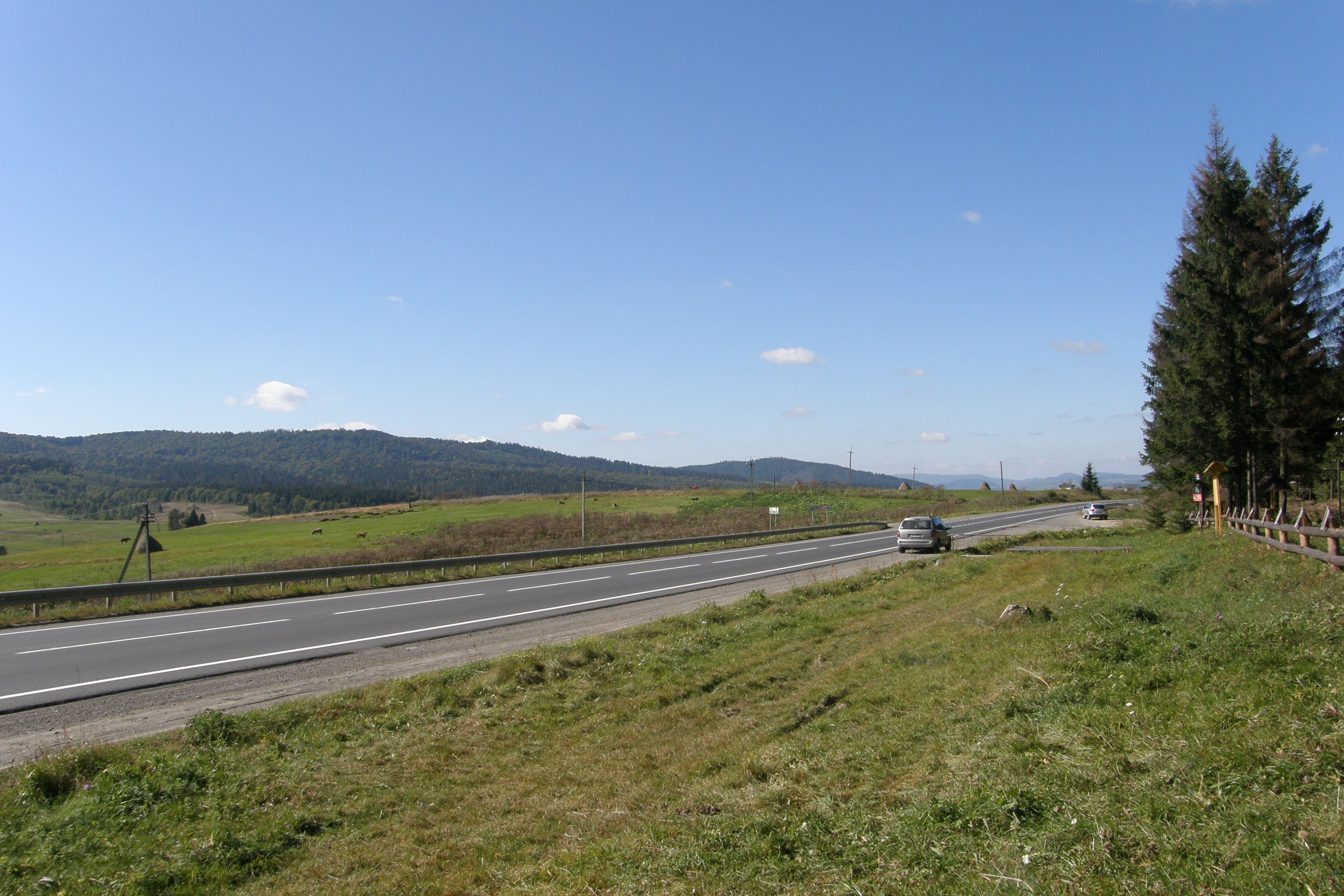
Україна, Львівська область

## Сучасність
З 2014 року, через війну на Сході України, рух автошляхом залишається частково заблокованим на тимчасово окупованих територіях Донецької та Луганської областей України російськими загарбниками.